# Gerard Bidstrup
Gerard Bidstrup (* 2. října 1968) je dánský herec.
V roce 1996 absolvoval filmovou školu v Odense Teater ve městě Odense. V divadle byl následně do roku 1997 zaměstnán. V roce 2009 se účastnil (jako nasazený profesionální herec mezi účastníky) dánské reality show Robinson Ekspeditionen, kde ztvárnil psychotického vraha, který doma zabil svou manželku. Dále hrál ve filmech Anna (2000), Far from China (2001), Ostrov ztracených duší (2007), Pokrevní bratrství (2016) a dalších. Rovněž vystupoval v televizních seriálech, například Rita, Den anden verden a Bedrag.